# کویرین مول
کویرین مول (انگلیسی: Quirin Moll؛ زادهٔ ۲۱ ژانویهٔ ۱۹۹۱) بازیکن فوتبال اهل آلمان است.
از باشگاه‌هایی که در آن بازی کرده‌است می‌توان به باشگاه فوتبال دینامو درسدن و باشگاه فوتبال آینتراخت برانشوایگ اشاره کرد.